# Austrophasma rawsonvillensis
Austrophasma rawsonvillensis är en insektsart som beskrevs av Klass, Picker, Damgaard, van Noort och Koji Tojo 2003. Austrophasma rawsonvillensis ingår i släktet Austrophasma och familjen Austrophasmatidae. Inga underarter finns listade i Catalogue of Life.